# Gouy-sous-Bellonne
Gouy-sous-Bellonne è un comune francese di 1 340 abitanti situato nel dipartimento del Passo di Calais nella regione Alta Francia.

## Società

### Evoluzione demografica
Abitanti censiti